# ولز (دائرة انتخابية في المملكة المتحدة)
ولز (بالإنجليزية: Wells)‏ هي إحدى الدوائر الانتخابية في المملكة المتحدة الممثلة في مجلس العموم في برلمان المملكة المتحدة.
عضو البرلمان الذي يمثلها حالياً هو :Rt Hon David Heathcoat-Amory (Con).